# Herberts boszanger
De Herberts boszanger (Phylloscopus herberti) is een zangvogel uit de familie Phylloscopidae.

## Verspreiding en leefgebied
Deze soort komt voor in Kameroen, Equatoriaal-Guinea en Nigeria en telt 2 ondersoorten:
- P. h. herberti: Bioko en Equatoriaal-Guinee.
- P. h. camerunensis: zuidoostelijk Nigeria en westelijk Kameroen.